# Katie Greves
Katie Greves, född 2 september 1982 i London, är en brittisk roddare.
Greves blev olympisk silvermedaljör i åtta med styrman vid sommarspelen 2016 i Rio de Janeiro.